# Zita al-Gharbiyah
Zita al-Gharbiyah (tiếng Ả Rập: زيتا الغربية, cũng đánh vần Zeita) là một ngôi làng ở miền trung Syria, một phần hành chính của Tỉnh Homs, nằm ở phía tây nam của Homs và ngay phía bắc biên giới với Liban. Các địa phương lân cận bao gồm Aqrabiyah ở phía bắc, Kadesh và Arjoun ở phía đông bắc, trung tâm huyện al-Qusayr ở phía đông và Jusiyah al-Amar ở phía đông nam. Theo Cục Thống kê Trung ương (CBS), Zita al-Gharbiyah có dân số 2.922 trong cuộc điều tra dân số năm 2004. Dân số chủ yếu là người Hồi giáo Shia và ngay lập tức được bao quanh bởi một số ngôi làng Hồi giáo Shia nhỏ hơn. Mặc dù ngôi làng nằm ở Syria, nhưng cư dân của nó là người Liban.
Trong những tàn tích cổ đại giữa thế kỷ 19 đã được tìm thấy ở Zita al-Gharbiyah. Trong một cuộc tập trận quân sự ở vùng lân cận năm 2005, các hang động thạch nhũ đã được tìm thấy trong ngôi làng giống như hang động Jeita ở Lebanon. Hang động được nghiên cứu bởi một nhóm từ Đại học Homs al-Baath và Bộ Du lịch và Cổ vật chính phủ. Nó đã được xác định rằng hang động có từ 60 triệu năm trước.
Trong cuộc nội chiến ở Syria đang diễn ra, Zita al-Gharbiyah đã xảy ra nhiều cuộc đụng độ giữa Quân đội Syria Tự do (FSA) và các máy bay chiến đấu địa phương được Hezbollah hậu thuẫn. Ngôi làng đã hình thành một mặt trận với các ngôi làng đa số Shia khác chống lại các ngôi làng trong vùng lân cận al-Qusayr đã tổ chức FSA. Vào mùa hè năm 2012, hai cư dân của Zita al-Gharbiyah đã bị bắt cóc bởi FSA, khiến các thành viên của bộ tộc Jaafar ở phía bắc Lebanon cũng sống trong làng bắt cóc 32 người Syria. Do đó, một ủy ban hòa giải bao gồm các bộ tộc Shia từ vùng Hermel của Lebanon và các làng ủng hộ FSA ở khu vực al-Qusayr đã được thành lập, dẫn đến sự trở lại của con tin và làm dịu căng thẳng. Tuy nhiên, các cuộc đụng độ đã được khởi động lại vào đầu năm 2013.